# José María de Lizana y de la Hormaza
José María de Lizana y de la Hormaza (Durango, 28 de mayo de 1843-Amberes, 23 de julio de 1911) fue un político, abogado y escritor español, marqués de Casa Torre. Perteneciente al partido conservador Unión Liberal, desempeñó el cargo de diputado por Durango en seis legislaturas. En 1898 fue designado senador por Vizcaya y en 1890 fue elegido alcalde de Bilbao.

## Origen y familia
Hijo de Lázaro Lizana Ovejas (natural de Arnedo, La Rioja), marqués de Casa Torre, y de María Josefa de la Hormaza Puente, perteneciente a una notable familia bilbaína. Del matrimonio fueron también fruto María Ramona y Luis. Recayó en José María Lizana el título nobiliario de su padre, heredado como descendientes de una ilustre casa aragonesa. Emparentó estrechamente con el líder de la nueva burguesía industrial vizcaína, Víctor Chávarri, al contraer matrimonio en octubre de 1889 con su hermana Dolores. Residió la familia Lizana de la Hormaza en Bilbao, permaneciendo en Bayona y San Juan de Luz durante los años de la guerra carlista. Avecindado en la villa bilbaína en el número 8 de la calle Jardines, José María de Lizana construyó a sus expensas un inmueble en el moderno Ensanche, radicado en la confluencia de la avenida de Mazarredo y la Gran Vía. En dicha casa, alquilada a su propietario, estuvieron emplazadas las oficinas de la sociedad Sota y Aznar. Tras alternar su residencia entre la capital vizcaína y madrileña, se trasladó a finales del siglo XIX definitivamente a Madrid para el desempeño de su cargo de diputado en Cortes.

## Estudios
Se doctoró en Derecho por la Universidad de Madrid, obteniendo sobresalientes calificaciones. Al concluir sus estudios no pasó, sin embargo, a ejercer su profesión, dedicándose a prestar colaboraciones literarias en periódicos y revistas, tales como El Noticiero Bilbaíno y La Juventud Católica de Bilbao. Compatibilizó dichos trabajos con la dirección de la academia de la juventud católica, constituida antes de la guerra carlista con objeto de impartir enseñanzas de carácter primario y religioso a niños y adultos en clases dominicales y nocturnas, respectivamente. Aunque ajeno a una dedicación propiamente profesional, destacó por sus profundos conocimientos de la legislación foral vasca, por lo que fue requerido por la Diputación de Vizcaya para cooperar en las negociaciones que precedieron a la renovación del concierto económico en 1894. Dispensó también su apoyo en las gestiones emprendidas por el Colegio de Abogados de Pamplona, en unión de la Diputación foral de Navarra y del Ayuntamiento de Pamplona, a fin de conseguir que la jurisdicción de la Audiencia territorial se extendiera a las cuatro provincias vascas (1905).

## Las cartas irlandesas y húngaras
Fueron escritas por José María de Lizana en 1880-81, a petición de Antonio de Trueba, apareciendo por primera vez por entregas en El Noticiero Bilbaíno. En ellas narraba la historia de Irlanda y Hungría, que guardaban numerosas analogías con la situación vivida en España. Decía así: “Irlanda en 1798 y Hungría en 1849 alzáronse en armas, no sin causa para ello, contra los Gobiernos centrales de Londres y de Viena, y uno y otro después de concluida la guerra civil, abolieron las antiquísimas leyes de aquellos pueblos y destruyeron todas sus libertades. En medio del estupor y general trastorno que llevó a ambos países esta medida, injusta e impolítica a la vez, de sus Gobiernos, en el corazón de los irlandeses de 1798 y en el de los húngaros de 1849 quedaron, ocultos por el pronto, pero arraigados profundísimamente, un deseo y una esperanza: el deseo, y la esperanza de recobrar lo perdido, de reconquistar y ver restauradas algún día las libertades destruidas y las venerables leyes que acababan de ser derogadas”. No faltaban los ejemplos de patriotismo aplicables al pueblo vasco-navarro, como aquellas palabras de Grattan a los irlandeses: “Puede perderse por algún tiempo nuestra constitución, pero el carácter de nuestro pueblo no puede perderse... No desesperaremos de la salvación de nuestra patria”.

## Política municipal y alcalde de Bilbao
Al aproximarse las elecciones municipales de mayo de 1887, José María Lizana fue requerido por el comité liberal, dado que se encontraba en Madrid. Integró la candidatura que conjuntamente presentaron dicho comité y la sociedad fuerista Euskalerria, resultando elegido con 167 votos en el distrito de San Nicolás. De los dieciséis concejales electos, doce representaban a dicha alianza, siendo republicanos los cuatro restantes. En julio de 1887, comenzaba su gestión la corporación municipal encabezada por Celestino Ortiz de la Riva. En aquel ayuntamiento, José María Lizana desempeñó el cargo de teniente de alcalde. En mayo de 1889 encabezó la procesión cívico-militar en conmemoración del levantamiento del Sitio de Bilbao. El discurso que pronunció en esta ocasión mereció las críticas de quienes conocían al José María de Lizana de las Cartas irlandesas y húngaras de años atrás. Tras las elecciones verificadas a inicios de diciembre de 1889 para la renovación parcial del ayuntamiento, el 1 de enero de 1890 quedaba constituida la nueva corporación según lo dispuesto en la ley de 2 de mayo de 1889, que suponía una reforma de la ley municipal existente. Por cumplimiento de lo dispuesto en el artículo 53, se procedió a la elección de alcalde mediante papeletas, resultando elegido José María Lizana de la Hormaza por veintiséis votos. Seguidamente y por similar procedimiento, se procedió a la elección de los tenientes de alcalde y síndicos. José María Lizana contó con el apoyo del comité liberal y el visto bueno de la Diputación que presidía Pablo Alzola. El corto episodio de su alcaldía de Bilbao (del 1-1-1890 al 31-3-1891) tiene mucha significación para la política vasca, porque coincidió con la absorción definitiva de la anteiglesia de Abando por la villa de Bilbao, hecho que supuso para Sabino Arana Goiri, luego fundador del nacionalismo vasco, un golpe moral muy importante y que trasladó de manera muy significativa a su ideario político.

## Empresario
En el último decenio del siglo XIX, tomó la iniciativa en el campo empresarial, participando en el despegue industrial de Vizcaya. Dada su acomodada posición económica, intervino en la creación de nuevas sociedades industriales vinculadas especialmente a la cuenca alta del Ibaizabal. En 1893 quedaba constituida la Papelera de Bedia (1893). Así mismo, fue socio accionista y presidente del consejo de administración de la clavetería mecánica La Flecha, constituida en 1894. Además, presidió José María Lizana los consejos de administración de Electra de Vedia y de Euskaria, fábrica ésta de tirafondos y tornillos instalada en Zornotza, y fue consejero de la compañía minera Peñaflor.

## El cambio de cultura política en Vizcaya
Su figura adquiere relevancia por constituir una pieza clave del cambio político acaecido en Vizcaya a partir de 1891, cuando la nueva burguesía industrial arrebató las altas cotas de representación en Cortes que hasta la fecha habían sido controladas por la burguesía tradicional, copando los cargos de diputados y senadores electos. José María Lizana fue diputado en Cortes por Durango durante la veintena de años que transcurrió desde 1891 a 1911, como también fue senador por Vizcaya en 1898, junto a Víctor Chávarri. Desde la literatura y el periodismo contribuyó al enriquecimiento cultural de la época. Autor de diversas obras de carácter costumbrista, religioso, histórico, social y jurídico, fue, además, miembro de la Academia de la Historia. La figura y obra de José María Lizana resultan claro exponente de la evolución ideológica del monarquismo liberal en Vizcaya. Como testimoniara su gran amigo y correligionario Pablo Alzola, mostró José María de Lizana una “filiación política algo velada hasta la Restauración de la Monarquía”, sintiéndose próximo al partido de la Unión Católica que encabezaba Alejandro Pidal y Mon. Integró luego las filas del partido conservador de Antonio Cánovas, al cual le unían su profundo espíritu religioso, su talante antirrevolucionario y su reconocimiento de la monarquía española. Desde otra óptica, defendió las antiguas libertades vascas en los momentos de su derogación, como así lo dejó entrever en sus Cartas irlandesas y húngaras (1881), profesando más tarde un regionalismo que puso de manifiesto en su apoyo a los derechos que conservaban las provincias vascongadas, como lo era el concierto económico, a sus costumbres y tradiciones. Pero, sin duda, fue la religión la gran constante a lo largo de su vida.

## Política proteccionista
Al igual que otros destacados miembros de la burguesía bilbaína, como lo fueron Víctor Chávarri y Pablo Alzola, José María Lizana estuvo vinculado al movimiento proteccionista de la industria regional y nacional. Desempeñó un papel activo desde el inicio de las primeras reivindicaciones proteccionistas, interviniendo como orador en el meeting-protesta de 1893 contra los tratados de comercio presentados por el gobierno. Impulsó, por tanto, la creación de la Liga Vizcaína de Productores, de la que fue socio personal desde su constitución en 1894. Pese a que no formó parte de su junta directiva, secundó desde Madrid sus actuaciones. Como representante de los intereses industriales de la provincia y dada su condición de parlamentario, a él acudía habitualmente la Liga para consultas. Por intermediación de José María Lizana, la Liga Vizcaína de Productores planteó diversas enmiendas para su aprobación en Cortes. E igualmente por designios de la Liga, gestionó la formación de un bloque de poder parlamentario vasco-navarro favorable a los intereses industriales. A su participación en los intereses económicos de la moderna sociedad industrial de la época, se une la gestión política y administrativa que desarrolló en la esfera local y estatal desde finales del XIX.

## Política dinástica y antinacionalista
En el terreno más estrictamente político y coincidiendo con sus intervenciones públicas, destacó, por un lado, su crítica a la política que estaba haciendo el gobierno de España en Vizcaya, y, por otro, la defensa de la política dinástica, compatible con la causa católica y el respeto a las antiguas instituciones y libertades vascongadas. En 1899, siendo senador, tomó la palabra para exponer las circunstancias vividas en Vizcaya durante las elecciones de parlamentarios, en las cuales se habían cometido terribles atropellos y escándalos que dio a conocer al Senado (falsificaciones, detenciones arbitrarias, homicidio), así como para pedir explicaciones sobre la destitución del alcalde de Durango, Juan Igartua, quien por primera vez había elevado un mensaje de adhesión a Alfonso XIII. En definitiva, fueron sus palabras una crítica a la política del gobierno de Sagasta en Vizcaya, que no conducía, en su opinión, sino al triunfo del separatismo, como había quedado demostrado en las elecciones provinciales celebradas en septiembre de 1898, cuando resultó elegido, ocupando el segundo lugar, un candidato nacionalista con programa claramente “separatista de separatismo y odio a España” (22-2-1899).

## Regionalismo
Por otro lado, con motivo de la contestación al discurso de la Corona de 1907, puso de relieve la política de unión y concordia que siempre había sido posible en Vizcaya, pese a las diferencias que separaban a sus habitantes. Tras hacer un breve repaso de la historia de las rivalidades vizcaínas desde el siglo XVI, concluyó afirmando que la unión era posible por la existencia de un lazo común a todos: “el amor a nuestras seculares instituciones, a nuestras antiguas leyes y costumbres, porque todos los buenos vascongados descubrimos respetuosamente nuestras cabezas ante el árbol de Guernica, símbolo de nuestras libertades, y doblamos nuestra rodilla ante los brazos de la Cruz, que asoman entre sus ramas. Y descubrimos nuestras cabezas y doblamos nuestra rodilla con toda la sinceridad del alma católica, con toda la sinceridad del alma vascongada” (17-6-1907). Dichas instituciones eran, a su juicio, “la única base estable y permanente del orden moral y material en España, y nos son doblemente preciosas como monárquicos y como españoles interesados en la conservación de ese orden a cuyo amparo puedan vivir y prosperar los intereses públicos y consolidarse las leyes y los Gobiernos”. Por ello, las palabras de regionalismo y vida local, que tanto se habían repetido en aquel debate del Congreso, sonaban agradables a los oídos vascongados. Correspondió a José María de Lizana participar en la conferencia que, junto con los representantes de Álava y Guipúzcoa, tuvo lugar en San Sebastián en julio de 1893. En ella, se acordó que los diputados en Cortes de los tres territorios vascos gestionasen con el gobierno que fuese parte de la ley de administración local el artículo adicional aprobado en las últimas conferencias celebradas en dicho año. El artículo decía así: “El Gobierno, en virtud del régimen de antiguo establecido en las provincias vascongadas y de las disposiciones legales que han venido regulando las atribuciones peculiares de las mismas, y oyendo a las Diputaciones de Álava, Guipúzcoa y Vizcaya, determinará la forma en que deben constituirse sus organismos administrativos y las atribuciones que deben reconocérseles para que se rijan con debida autonomía, dentro de la unidad política de la Nación. Mientras no se dicte la disposición correspondiente por consecuencia de este precepto, las Provincias Vascongadas seguirán haciendo uso de todas las atribuciones que venían ejercitando”.

## Su funeral congregó a todo el conservadurismo vasco
El 23 de julio de 1911 moría José María de Lizana en Amberes, a donde se había trasladado con su esposa en viaje de placer. Alfonso y María Alzola Minondo se encargaron de las gestiones pertinentes en Bélgica. El 28 de octubre de 1911 el círculo conservador de Bilbao ofrecía una velada en memoria de su correligionario José María Lizana. En dicho homenaje póstumo, tomaron la palabra el diputado provincial José Urizar, en nombre de la juventud conservadora de Bilbao; Ramón San Pelayo, diputado provincial por Durango que elogió las labores de José María Lizana en las Cortes; Pablo Alzola, quien analizó su obra, y Fernando María Ibarra, diputado en Cortes y fundador del partido conservador (1909).

## Obras
- Recuerdos.
- Cartas a un obrero.
- Cartas irlandesas y húngaras por D. José María de Lizana precedidas de una carta vascongada de D. Antonio de Trueba.Lizana Hormaza, José María de Bilbao : [s.n.], 1881 : Viuda de Delmas.
- Conciertos económicos.
- El cardenal Newman.